# Jacopo Brancati
Jacopo Brancati, född 1966, är en italiensk fotograf och journalist, som bor och arbetar i Frankrike sedan 1992. Efter slutförda studier i statsvetenskap vid universitetet i Genua i Italien tog han upp fotografering som ett medel för etnologiska studier. Han vände sedan sitt intresse mot det maritima kulturarvet. I samarbete med ett flertal europeiska sjöfartsmuseer (Museo del Mare, Genua; Musée Portuaire, Dunkerque; Finlands sjöhistoriska museum, Kotka) genomförde han några projekt som granskade sjömännens verksamhet i deras mycket speciella omgivning ur varierande historiska och geografiska perspektiv. 
Brancatis senaste projekt är utställningen "Vinterresa till Finland" (Winter Voyage to Finland) som behandlar de finländska lotsarnas liv och arbete samt sjöfarten på ett isigt hav. Utställningen har genomförts i samarbete med Finlands sjöhistoriska museum och Lotsaffärsverket Finnpilot. Sedan 2004 representeras Jacopo Brancati av hans företag Infine Arts.